# Vrouwenmarathon van Tokio 2002
De Vrouwenmarathon van Tokio 2002 werd gelopen op zondag 17 november 2002. Het was de 24e editie van de Tokyo International Women's Marathon. Aan deze wedstrijd mochten alleen elite vrouwen deelnemen. Deze wedstrijd werd gewonnen door de Tanzaniaanse Banuelia Mrashani. Maar haar tijd van 2:24.59 bleef ze de Japanse Rie Matsuoka slechts drie seconden voor. Aangezien het evenement dit jaar ook dienstdeed als Japans kampioenschap won Rie Matsuoka wel de nationale titel.

## Uitslagen
| rang   | naam              | land | tijd    |
| ------ | ----------------- | ---- | ------- |
| Goud   | Banuelia Mrashani | TAN  | 2:24.59 |
| Zilver | Rie Matsuoka      | JPN  | 2:25.02 |
| Brons  | Irina Timofejeva  | RUS  | 2:26.45 |
| 4      | Elfenesh Alemu    | ETH  | 2:29.31 |
| 5      | Yuka Hashimoto    | JPN  | 2:30.51 |
| 6      | Tomoe Abe         | JPN  | 2:31.11 |
| 7      | Renata Paradowska | POL  | 2:31.17 |
| 8      | Ichiyo Naganuma   | JPN  | 2:33.50 |
| 9      | Yukari Komatsu    | JPN  | 2:36.34 |
| 10     | Fernanda Ribeiro  | POR  | 2:37.04 |
| 11     | Franca Fiacconi   | ITA  | 2:38.17 |
| 12     | Hiromi Nakayama   | JPN  | 2:40.55 |
| 13     | Nyla Carroll      | NZL  | 2:41.21 |
| 14     | Tomoko Kai        | JPN  | 2:41.48 |
| 15     | Norimi Sakurai    | JPN  | 2:42.51 |
| 16     | Masako Kusakaya   | JPN  | 2:43.10 |
| 17     | Kaori Ishido      | JPN  | 2:43.49 |
| 18     | Yoshie Terazawa   | JPN  | 2:44.38 |
| 19     | Junko Maeda       | JPN  | 2:44.55 |
| 20     | Nana Higashi      | JPN  | 2:45.51 |
| 21     | Yoshiko Fukuchi   | JPN  | 2:45.51 |
| 22     | Kayo Nishikawa    | JPN  | 2:46.40 |
| 23     | Yoko Yamazaki     | JPN  | 2:46.48 |
| 24     | Tae Kumasaka      | JPN  | 2:46.53 |
| 25     | Kaori Iwamoto     | JPN  | 2:47.18 |

Tokyo International Marathon (alleen mannen)

1981 · 1982 · 1983 · 1984 · 1985 · 1986 · 1987 · 1988 · 1989 · 1990 · 1991 · 1992 · 1993 · 1994 · 1995 · 1996 · 1997 · 1998 · 1999 · 2000 · 2001 · 2002 · 2003 · 2004 · 2005 · 2006

Tokyo International Women's Marathon (alleen vrouwen)

1979 · 1980 · 1981 · 1982 · 1983 · 1984 · 1985 · 1986 · 1987 · 1988 · 1989 · 1990 · 1991 · 1992 · 1993 · 1994 · 1995 · 1996 · 1997 · 1998 · 1999 · 2000 · 2001 · 2002 · 2003 · 2004 · 2005 · 2006 · 2007 · 2008

Tokyo Marathon (beide)

2007 · 2008 · 2009 · 2010 · 2011 · 2012 · 2013 · 2014 · 2015 · 2016 · 2017 · 2018 · 2019 · 2020 · 2021 · 2022 · 2023 · 2024